# Unione Calcio Sampdoria 1970-1971
Questa voce raccoglie le informazioni riguardanti l'Unione Calcio Sampdoria nelle competizioni ufficiali della stagione 1970-1971.

## Stagione
Nell'annata 1970-1971 la Sampdoria disputa il campionato di Serie A. I blucerchiati, di nuovo affidati a Fulvio Bernardini, in questa stagione ottengono la salvezza sul filo di lana, grazie al pareggio (0-0) ottenuto a Vicenza nell'ultima di campionato che ha salvato entrambe, e alla contemporanea sconfitta del Foggia a Varese: tutte al dodicesimo posto a quota 25 punti, a retrocedere in Serie B sono i pugliesi per via della peggiore differenza reti.

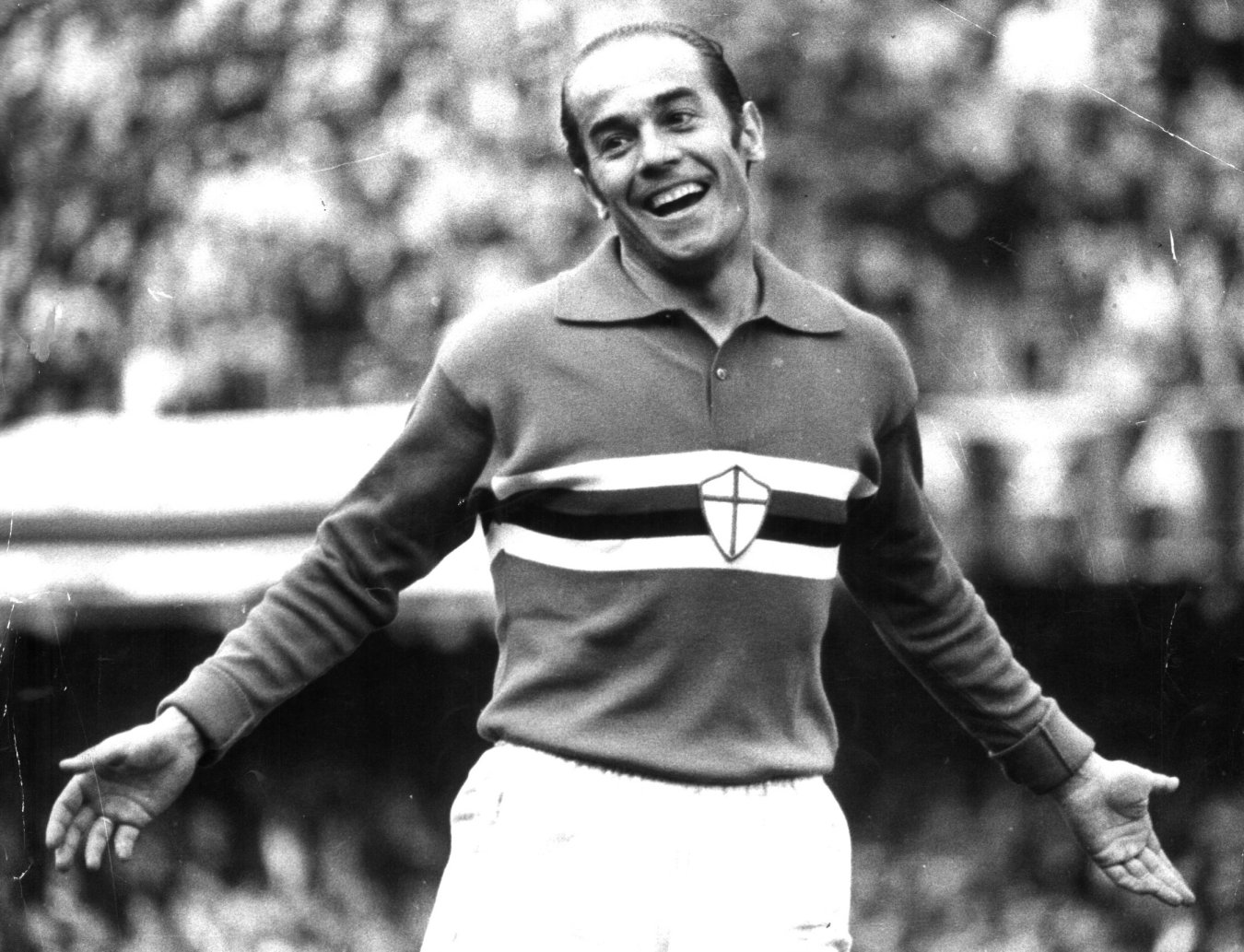
Il neoacquisto Luis Suárez

In Coppa Italia, inseriti nel sesto girone, i liguri si piazzano alle spalle del Torino, che al termine della competizione vincerà il trofeo per la quarta volta. Infine nella Coppa delle Alpi la Sampdoria si piazza seconda nel primo girone, quello vinto dalla Lazio, davanti alle svizzere Lugano e Winterthur; gli stessi laziali si aggiudicheranno poi il trofeo.
Con 11 reti il miglior realizzatore stagionale doriano risulta Ermanno Cristin, autore di 10 centri in campionato e 1 in coppa; buono anche il contributo realizzativo di Giancarlo Salvi con 8 reti, tutte messe a segno nel campionato.

## Rosa
| N. |                   | Ruolo | Calciatore            |
| -- | ----------------- | ----- | --------------------- |
|    | Italia (bandiera) | P     | Pietro Battara        |
|    | Italia (bandiera) | P     | Giorgio Pellizzaro    |
|    | Italia (bandiera) | D     | Pietro Sabatini       |
|    | Italia (bandiera) | D     | Ubaldo Spanio         |
|    | Italia (bandiera) | D     | Marcello Lippi        |
|    | Italia (bandiera) | D     | Marco Rossinelli      |
|    | Italia (bandiera) | D     | Giorgio Garbarini     |
|    | Italia (bandiera) | D     | Piergiorgio Negrisolo |
|    | Italia (bandiera) | C     | Giovanni Lodetti      |

| N. |                   | Ruolo | Calciatore         |
| -- | ----------------- | ----- | ------------------ |
|    | Italia (bandiera) | C     | Renzo Corni        |
|    | Italia (bandiera) | C     | Giuseppe Sabadini  |
|    | Italia (bandiera) | C     | Giancarlo Salvi    |
|    | Italia (bandiera) | C     | Rocco Fotia        |
|    | Italia (bandiera) | C     | Mario Morello      |
|    | Italia (bandiera) | C     | Fulvio Francesconi |
|    | Spagna (bandiera) | C     | Luis Suárez        |
|    | Italia (bandiera) | A     | Ermanno Cristin    |
|    | Italia (bandiera) | A     | Dino Spadetto      |

## Risultati

### Serie A

#### Girone di andata
| Arbitro: | Motta (Monza) |

|                              |           |              |
| Riva 76’ (rig.) Brugnera 79’ | Marcatori | 67’ G. Salvi |

| Arbitro: | Barbaresco (Cormons) |

|  |           |             |
|  | Marcatori | 50’ Bianchi |

| Arbitro: | Giunti (Arezzo) |

|                            |           |              |
| Villa 24’, 39’ Benetti 46’ | Marcatori | 87’ G. Salvi |

| Arbitro: | Lattanzi (Roma) |

|                          |           |  |
| Cristin 49’ G. Salvi 75’ | Marcatori |  |

| Roma 8 novembre 1970 5ª giornata | Roma             | 0 – 0 | Sampdoria | Stadio Olimpico (31428 spett.)\| Arbitro: \| Branzoni (Pavia) \| |
| Arbitro:                         | Branzoni (Pavia) |       |           |                                                                  |

| Arbitro: | Panzino (Catanzaro) |

|                                       |           |  |
| Sabadini 58’ G. Salvi 66’ Cristin 70’ | Marcatori |  |

| Arbitro: | Vacchini (Milano) |

|             |           |           |
| Vastola 64’ | Marcatori | 35’ Fotia |

| Genova 29 novembre 1970 8ª giornata | Sampdoria         | 0 – 0 | Torino | Stadio Luigi Ferraris (17815 spett.)\| Arbitro: \| Gussoni (Tradate) \| |
| Arbitro:                            | Gussoni (Tradate) |       |        |                                                                         |

| Arbitro: | Carminati (Milano) |

|                      |           |                      |
| Suarez 70’ Lippi 90’ | Marcatori | 12’ Merlo 30’ Vitali |

| Arbitro: | Gialluisi (Barletta) |

|           |           |  |
| Massa 89’ | Marcatori |  |

| Arbitro: | Branzoni (Pavia) |

|                                  |           |                      |
| Maioli 31’ (rig.) Montefusco 57’ | Marcatori | 50’ Suarez 53’ Fotia |

| Arbitro: | Lattanzi (Roma) |

|  |           |                            |
|  | Marcatori | 86’ S. Mazzola 89’ Bertini |

| Arbitro: | Angonese (Mestre) |

|                          |           |  |
| G. Salvi 12’ Cristin 89’ | Marcatori |  |

| Arbitro: | Francescon (Padova) |

|                |           |             |
| Traspedini 74’ | Marcatori | 79’ Cristin |

| Arbitro: | Gussoni (Tradate) |

|             |           |                                   |
| Cristin 12’ | Marcatori | 39’ (rig.) Maraschi 61’ Turchetto |

#### Girone di ritorno
| Genova 31 gennaio 1971 16ª giornata | Sampdoria           | 0 – 0 | Cagliari | Stadio Luigi Ferraris (16532 spett.)\| Arbitro: \| Francescon (Padova) \| |
| Arbitro:                            | Francescon (Padova) |       |          |                                                                           |

| Napoli 7 febbraio 1971 17ª giornata | Napoli           | 0 – 0 | Sampdoria | Stadio San Paolo (43946 spett.)\| Arbitro: \| Sbardella (Roma) \| |
| Arbitro:                            | Sbardella (Roma) |       |           |                                                                   |

| Arbitro: | Michelotti (Parma) |

|           |           |            |
| Fotia 14’ | Marcatori | 31’ Combin |

| Arbitro: | Toselli (Cormons) |

|            |           |                            |
| Biondi 17’ | Marcatori | 29’, 41’ Cristin 84’ Fotia |

| Genova 7 marzo 1971 20ª giornata | Sampdoria                     | 0 – 0 | Roma | Stadio Luigi Ferraris (16654 spett.)\| Arbitro: \| Mascali (Desenzano del Garda) \| |
| Arbitro:                         | Mascali (Desenzano del Garda) |       |      |                                                                                     |

| Arbitro: | Acernese (Roma) |

|                               |           |              |
| Clerici 42’, 75’ Mascetti 75’ | Marcatori | 49’ G. Salvi |

| Arbitro: | Carminati (Milano) |

|                   |           |                       |
| Suarez 88’ (rig.) | Marcatori | 42’ Perani 83’ Fedele |

| Novara 28 marzo 1971 23ª giornata | Torino          | 0 – 0 | Sampdoria | Stadio Comunale (18431 spett.)\| Arbitro: \| Giunti (Arezzo) \| |
| Arbitro:                          | Giunti (Arezzo) |       |           |                                                                 |

| Firenze 4 aprile 1971 24ª giornata | Fiorentina     | 0 – 0 | Sampdoria | Stadio Comunale (33896 spett.)\| Arbitro: \| Monti (Ancona) \| |
| Arbitro:                           | Monti (Ancona) |       |           |                                                                |

| Arbitro: | Francescon (Padova) |

|                   |           |                                            |
| G. Salvi 39’, 88’ | Marcatori | 21’ Chinaglia 44’ (aut.) Lodetti 74’ Massa |

| Arbitro: | Michelotti (Parma) |

|                  |           |  |
| Cristin 45’, 47’ | Marcatori |  |

| Arbitro: | Barbaresco (Cormons) |

|                                                  |           |                   |
| S. Mazzola 46’ Boninsegna 65’ (rig.), 80’ (rig.) | Marcatori | 85’ (rig.) Suarez |

| Arbitro: | Vacchini (Milano) |

|                              |           |              |
| Anastasi 9’, 41’ Bettega 54’ | Marcatori | 72’ Sabadini |

| Arbitro: | Monti (Ancona) |

|                               |           |             |
| Suarez 32’ (rig.) Cristin 47’ | Marcatori | 71’ Carelli |

| Vicenza 23 maggio 1971 30ª giornata | Lanerossi Vicenza | 0 – 0 | Sampdoria | Stadio Romeo Menti (13806 spett.)\| Arbitro: \| Toselli (Cormons) \| |
| Arbitro:                            | Toselli (Cormons) |       |           |                                                                      |

### Coppa Italia

#### Girone 6
| Arbitro: | Branzoni (Pavia) |

|  |           |               |
|  | Marcatori | 45’ Negrisolo |

| Arbitro: | Francescon (Padova) |

|                                        |           |                       |
| Suarez 15’ Cristin 29’ Francesconi 60’ | Marcatori | 16’, 47’, 64’ Petrini |

| Arbitro: | Gonella (Torino) |

|             |           |            |
| Fontana 84’ | Marcatori | 38’ Suarez |

## Statistiche

### Statistiche di squadra
| Competizione | Punti | In casa | In casa | In casa | In casa | In casa | In casa | In trasferta | In trasferta | In trasferta | In trasferta | In trasferta | In trasferta | Totale | Totale | Totale | Totale | Totale | Totale | DR |
| Competizione | Punti | G       | V       | N       | P       | Gf      | Gs      | G            | V            | N            | P            | Gf           | Gs           | G      | V      | N      | P      | Gf     | Gs     | DR |
| ------------ | ----- | ------- | ------- | ------- | ------- | ------- | ------- | ------------ | ------------ | ------------ | ------------ | ------------ | ------------ | ------ | ------ | ------ | ------ | ------ | ------ | -- |
| Serie A      | 25    | 15      | 5       | 5       | 5       | 18      | 14      | 15           | 1            | 8            | 6            | 12           | 20           | 30     | 6      | 13     | 11     | 30     | 34     | -4 |
| Coppa Italia | 4     | 1       | 0       | 1       | 0       | 3       | 3       | 2            | 1            | 1            | 0            | 2            | 1            | 3      | 1      | 2      | 0      | 5      | 4      | +1 |
| Totale       |       | 16      | 5       | 6       | 5       | 21      | 17      | 17           | 2            | 9            | 6            | 14           | 21           | 33     | 7      | 15     | 11     | 35     | 38     | -3 |

### Statistiche dei giocatori
| Giocatore      | Serie A  | Serie A | Coppa Italia | Coppa Italia | Totale   | Totale |
| Giocatore      | Presenze | Reti    | Presenze     | Reti         | Presenze | Reti   |
| -------------- | -------- | ------- | ------------ | ------------ | -------- | ------ |
| P. Battara     | 29       | -32     | 2            | 0            | 31       | -32    |
| R. Corni       | 29       | 0       | 3            | 0            | 32       | 0      |
| E. Cristin     | 28       | 9       | 3            | 1            | 31       | 10     |
| R. Fotia       | 27       | 4       | 1            | 0            | 28       | 4      |
| F. Francesconi | 7        | 0       | 3            | 1            | 10       | 1      |
| G. Garbarini   | 2        | 0       | 2            | 0            | 4        | 0      |
| M. Lippi       | 28       | 1       | 1            | 0            | 29       | 1      |
| G. Lodetti     | 30       | 0       | 3            | 0            | 33       | 0      |
| M. Morello     | 8        | 0       | -            | -            | 8        | 0      |
| P. Negrisolo   | 2        | 0       | 3            | 1            | 5        | 1      |
| G. Pellizzaro  | 1        | -2      | 2            | -4           | 3        | -6     |
| M. Rossinelli  | 6        | 0       | 2            | 0            | 8        | 0      |
| G. Sabadini    | 29       | 1       | 2            | 0            | 31       | 1      |
| P. Sabatini    | 30       | 1       | 2            | 0            | 32       | 1      |
| G. Salvi       | 28       | 8       | 3            | 0            | 31       | 8      |
| D. Spadetto    | 3        | 0       | -            | -            | 3        | 0      |
| U. Spanio      | 28       | 0       | 2            | 0            | 30       | 0      |
| L. Suarez      | 28       | 5       | 3            | 2            | 31       | 7      |